# Julia Jentsch
Julia Jentsch (Berlim, Alemanha, 20 de fevereiro de 1978) é uma atriz alemã.
De acordo com o IMDB, Julia Jentsch é filha de advogados, e estudou para ser atriz em Berlim, na Hochschule Ernst Busch, entre 1997 e 2001. Declarou ao Süddeusche Zeitung que odeia ser o centro das atenções, já que seus projetos são mais importantes que a sua pessoa. Toca piano.

## Filmografia selecionada
- Der Untergang (2004)
- Edukators  (2004)[1]
- Sophie Scholl – Die letzten Tage (2005)
- Frühstück mit einer Unbekannten (2007)